# Pompeiovo divadlo
Pompeiovo divadlo (latinsky: Theatrum Pompeii, italsky: Teatro di Pompeo) zvané též Mramorové divadlo (Theatrum Marmoreum), byla stavba v Římě, jež existovala v jeho starověké etapě vývoje. Postavená byla na Martově poli ještě za Římské republiky Pompeiem Velikým. Pompeius zaplatil stavbu z vlastních peněz, aby získal politickou popularitu během svého druhého konzulátu. Byla dokončena v roce 55 př. n. l. a šlo o první stálé divadlo, které bylo v Římě postaveno (předtím byla stavba divadel v Římě zakázána) a po čtyřicet let bylo jediným římským divadlem. K zahajovacímu představení byl z odpočinku povolán nejslavnější římský tragéd Clodius Aesopus. Ruiny divadla se nacházejí na Largo di Torre Argentina. Kolem velkých sloupových portiků byl rozsáhlý zahradní komplex plný fontán a soch. Podél krytého podloubí byly prostory určené pro výstavy uměleckých děl a kuriozit, která Pompeius shromáždil během svých válečných tažení. Na opačném konci zahradního komplexu byla tzv. Pompeiova kurie, budova určená pro politická setkání. Často ji využíval i římský senát. Je známá jako místo, kde byl zavražděn Julius Caesar. Stalo se tak během zasedání senátu 15. března 44 př. n. l. Později byly kolem Pompeiova divadla postaveny ještě další divadelní scény a vznikla jakási divadelní čtvrť. V roce 21 divadlo vyhořelo, zrekonstruoval ho Tiberius. Scéna shořela při velkém požáru v roce 80 a byla obnovena Domitianem. Další požár přišel v roce 247. Katalog sestavený na konci 4. století zaznamenal, že kapacita divadla byla 22 888 osob. Historici tomuto číslu ale většinou nevěří a odhadují kapacitu na 11 000. Divadlo přežilo pád Západořímské říše v roce 476 a noví ostrogótští vládci ho dokonce nechali v letech 507–511 n. l. opět zrekonstruovat. Divadlo zaniklo po gótské válce (535–554), ale zdá se, že nebylo válkou vyloženě zasaženo, spíše po válce poklesl počet obyvatel natolik, že existence obřího divadla přestala dávat smysl a počalo postupně chátrat. Ve středověku byl rozebrán mramor na jiné stavby a blízká Tibera devastovala areál záplavami. Ještě v 9. století návštěvníci poznali, že jde o stavbu divadla. Ve 12. století byly v areálu postaveny dva kostely a rozeznatelný byl už jen půdorys divadla. Od 13. století se dále prostor zastavoval, takže ani půdorys není rozeznatelný. Největší neporušené části divadla se nacházejí v Palazzo della Cancelleria, který použil většinu travertinu z původní stavby. Na divadelní tradici navazuje Teatro Argentina, které stojí zhruba v místech Pompeiovy kurie.